# Kwas mirystynowy
Kwas mirystynowy – organiczny związek chemiczny, nasycony kwas tłuszczowy.
Występuje w dużych ilościach w nasionach roślin z rodziny Myristicaceae, a także w oleju z kokosa i w oleju palmowym.